# Seosan
Pour les articles homonymes, voir Seosan (homonymie).
Seosan  (en coréen : 서산시, hanja: 瑞山市) est une ville située de la province du Chungcheong du Sud en Corée du Sud. Peuplée de 175 591 habitants en 2020, elle possède l'un des ports les plus importants et le troisième complexe pétrochimique du pays.

## Géographie

### Localisation
Seosan se trouve au nord-est de la province de Chungcheong du Sud, face à la mer Jaune. Elle est située à 33km de Hongseong, à 120 km de Daejeon et à environ 120 km au sud de la capitale Séoul.

### Districts limitrophes
Les districts limitrophes de Seosan sont : Taean, Danglin, Yesan et Hongseong. La ville est bordée au nord et au sud par la mer Jaune.
| Mer Jaune | Mer Jaune | Dangjin   |
| Taean     | Seosan    | Yesan     |
| Taean     | Mer Jaune | Hongseong |

### Géologie et relief
La ville est située en plaine, mais possède quelques reliefs montagneux. Au centre, huit sommet forme le mont Palbongsan, dont le plus haut s'élève à 362 mètres.
La ville est aussi traversé par plusieurs ruisseaux prenant leurs sources dans les montagnes de la ville et des villes voisines, et se jetant dans la mer Jaune. Deux lacs artificiels prolonge la baie de Cheonsu au sud séparant Seosan de Taean et de hongseong.

### Climat
Comme une grande partie de la Corée du Sud, Seosan possède un climat continental humide/subtropical humide (Dfa/Cfa). La ville est particulièrement exposée aux tempêtes de sable asiatique, venant de Chine continentale et amenant la pollution chinoise de l'autre côté de la mer Jaune. La ville peut aussi être exposé à des typhons et tempêtes tropicales en été, comme le typhon Kompasu qui a frappé le pays en 2010.
| Mois                              | jan.  | fév.  | mars | avril | mai   | juin  | jui.  | août  | sep.  | oct.  | nov.  | déc.  | année   |
| --------------------------------- | ----- | ----- | ---- | ----- | ----- | ----- | ----- | ----- | ----- | ----- | ----- | ----- | ------- |
| Température minimale moyenne (°C) | −6,3  | −4,9  | −0,7 | 5     | 11,3  | 16,7  | 21,2  | 21,5  | 15,8  | 8,5   | 2,1   | −3,5  | 7,2     |
| Température maximale moyenne (°C) | 3     | 5,3   | 10,4 | 17,3  | 22,2  | 26,2  | 28,3  | 29,6  | 25,9  | 20,4  | 12,8  | 5,9   | 17,3    |
| Ensoleillement (h)                | 151,8 | 168,9 | 202  | 219,7 | 233,8 | 193,3 | 143,7 | 183,5 | 189,2 | 203,1 | 148,4 | 141,4 | 2 178,8 |
| Précipitations (mm)               | 28,2  | 26,6  | 46,8 | 70,2  | 105,2 | 138,4 | 273,4 | 295,9 | 162,4 | 52,2  | 56,5  | 30,7  | 1 285,7 |

### Voies de communication et transports

#### Transports automobile
La ville est parcouru par cinq routes nationales: les routes 29, 32, 38, 45 et 77. Seules les routes 32 allant de Taean à Jung et 77 de Jung à Paju, coupe la ville dans son entièreté. Les trois autres commence à Seosan et se prolonge jusqu'à Gapyeong, Boseong et Donghae. Seosan est aussi traversée par l'autoroute Seohaean qui longe la cote ouest du pays.
La ville possède un réseau de bus qui desservant plusieurs localités dans le district de Taean, en plus de Seosan. Il existe aussi des lignes régulières avec d'autres villes du pays, notamment Séoul.

#### Transport maritime
Le port de Daesan, sur la façade nord de la ville, est le sixième port du pays. Bien qu'accueillant essentiellement des tankers et des cargos, le port possède aussi depuis 2016 un terminal de passagers et des liaisons régulière avec la ville de Weihai en Chine situé de l'autre côté de la Mer Jaune.

## Histoire
La découverte en 1970 d'un site préhistorique suggère que des hommes vivaient déjà sur l'emplacement de la ville au Néolithique.
Durant la période des Trois Royaumes, Seosan devient un port du royaume de Baejke, et participe à l'expansion du royaume en Chine. Du fait de ses échanges avec l'autre côté de la mer Jaune, le port devient la porte d'entrée du bouddhisme et d'autres cultures, notamment chinoise, sur la péninsule coréenne.
En 1914, le district de Seosan actuel est créé à partir des précédents districts de Seosan, Haemi et Taean. Il est alors composé de vingt myeons (ou bourgs ruraux). En 1942, seosan-myeon est promu eup, soit l'équivalent d'un bourg urbain. Taean-myeon et Anmyeon-myeon sont promus eups respectivement en 1973 et 1920,. Le district de Seosan est donc ainsi composé en 1986 de 3 eups et 16 myeons.
Le 1er janvier 1989, Taean-eup devient un district indépendant. Ce nouveau disctrict inclut Anmyeon-eup et sept des myeons du district de Seosan. Peu après la promotion de Daesan-myeon en eup, le district de Seosan atteint en 1995 une population supérieure à 150 000 habitants, ce qui la promeut au rang de ville.

## Politique et administration

### Administration territoriale
Seosan est constituée de 1 eup (bourg urbain) du même nom, et 9 myeons (bourgs ruraux). et 5 dongs (quartiers). Seosan-eup, situé au centre de la ville, est découpé en 5 dongs (quartiers) comme c'est le cas pour la majorité des villes sud-coréennes. La ville s'étend sur 741, 21 km2 et possède une population totale de 179 448 habitants en 2020, dont 95 586 à Seosan-eup uniquement.

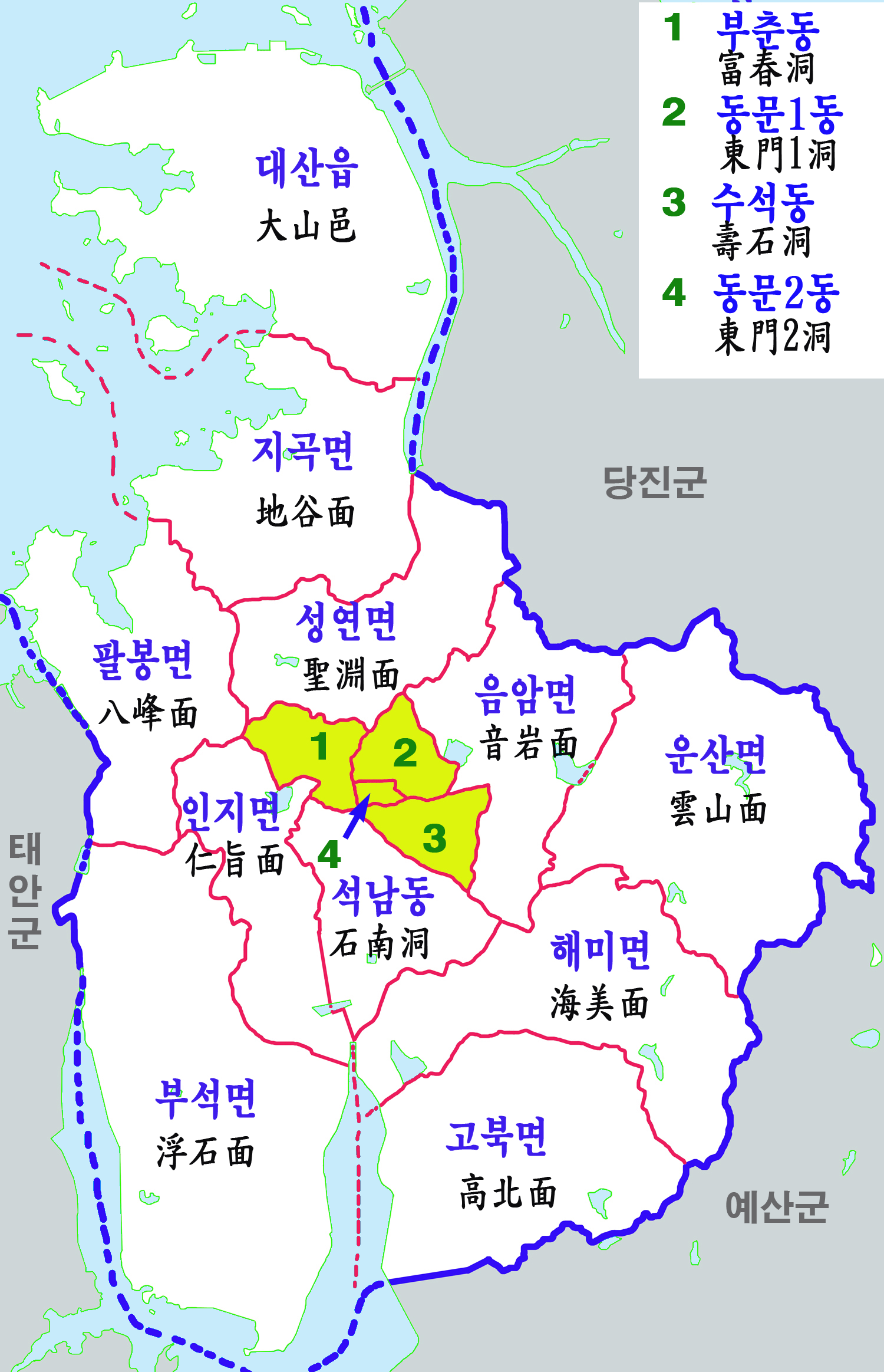
Découpage administratif de Seosan.

Le district de Taean voisin étant moins peuplé, les circonscriptions électorales sont partagées entre les deux villes. Et ce, même si Seosan-eup pourrait constituer une circonscription électorale à lui seul.
| Arrondissement   | Hangeul | Superficie | Population |
| ---------------- | ------- | ---------- | ---------- |
| Daesan-eup       | 대산읍  | 105,67     | 13 865     |
| Inji-myeon       | 인지면  | 35,47      | 7 402      |
| Buseog-myeon     | 부석면  | 123,94     | 5 384      |
| Palbong-myeon    | 팔봉면  | 51,34      | 3 362      |
| Jigog-myeon      | 지곡면  | 57,90      | 8 125      |
| Gyeongyeon-myeon | 성연면  | 43,93      | 14 875     |
| Eumam-myeon      | 음암면  | 43,94      | 9 531      |
| Unsan-myeon      | 운산면  | 82,65      | 5 155      |
| Haemi-myeon      | 해미면  | 68,24      | 7 457      |
| Gobuk-myeon      | 고북면  | 71,75      | 6 437      |
| Buchun-dong      | 부춘동  | 9,43       | 19 565     |
| dongmun1-dong    | 동문1동 | 7,39       | 19 187     |
| dongmun2-dong    | 동문2동 | 1,37       | 9 024      |
| Suseog-dong      | 수석동  | 6,04       | 16 333     |
| Seoknam-dong     | 석남동  | 37,82      | 29 569     |
| Seosan           | 서산시  | 741,21     | 175 275    |

### Elus
Le maire de Seosan est depuis 2018 Jong Jung-ho.
| Période | Période | Identité     | Etiquette | Etiquette                    |
| ------- | ------- | ------------ | --------- | ---------------------------- |
| 2010    | 2011    | Yu Sang-gon  |           | Parti de la liberté de Corée |
| 2011    | 2018    | Lee Wan-seop |           | Parti de la liberté de Corée |
| 2018    | -       | Jong Jung-ho |           | Parti Minju                  |

### Jumelages
La ville est jumelée avec les villes de:
- Tenri (Japon) depuis 1991
- Takko (Japon) depuis 2012
- Rongcheng (Chine) depuis 2012

La ville de Seosan a établi un lien de coopération avec:
- Hefei (Chine) depuis 2008

## Population et société

### Démographie
La population de Seosan est de 174 397 habitants en 2019, et de 175 591 en 2020, soit une augmentation de plus de 1 000 habitants en un an.

### Enseignement
La ville compte 27 écoles primaires, 17 collèges, 8 lycées et un campus de l'université de Hanseo. Elle possède aussi cinq bibliothèques publiques réparties sur le territoire.

### Sport
La ville possède un stade multi-usage servant principalement pour le football, et un terrain de baseball où s'entrainent les Hanwha Eagles de Daejeon.

## Économie
En 2012, la production régionale totale de Seosan City était de 51 539,6 milliards de wons, soit 17,6% de la production totale du Chungcheong du Sud. L'agriculture, la sylviculture et la pêche (industrie primaire) représentaient 1,2% du total, tandis que les industries extractives et manufacturières (industries secondaires) en représentaient 87,7% et les industries commerciales et de services (industrie tertiaire) en ont produit 11,1%. Dans le secteur tertiaire, la construction (3,17%), les transports (1,92%), l'électricité, le gaz, la vapeur et l'eau (0,88%) et le commerce de gros et de détail (0,82%) représentaient une part importante.

### Répartition des travailleurs
En 2014, 59 675 personnes travaillaient à Seosan, ce qui représente 7,3% du nombre total de travailleurs du Chungcheong du Sud. Parmi eux, 30,1% travaillaient dans l'industrie secondaire, 69,3% dans l'industrie tertiaire et seulement 0.4% dans l'industrie primaire. Ces pourcentages sont assez proches de la moyenne au niveau de la province. Dans le secteur tertiaire, la culture et autres services (6,7%), le commerce de gros et de détail (13%), l'hébergement et la restauration (11,1%), les services éducatifs (7%), les services de santé et de protection sociale (6,3%) représentent la majorité des travailleurs.

### Agriculture
Bien que les conditions soient favorables à l'agriculture, elle ne représente qu'une part négligeable de l'économie de la ville. On y pratique surtout l'élevage (bœuf, poulet…), et la culture du riz et de l'ail.

### Pêche
Seosan possède un port de pêche national, le port de Daesan, et trois ports de pêche locaux dont un à Palbong-myeon et deux à Buseok-myeon. On compte aussi onze autres petits ports. En 2017, 502 navires de pêche étaient enregistrés à Seosan  pour un tonnage de 1 211 tonnes. On y pêche principalement des poulpes, des crabes bleus, des palourdes et des sebastes.
La conchyliculture des palourdes et des huitres s'est développée au sud dans la baie de Cheonsu, et au nord dans celle de Garorim.
On trouve aussi à Daesan-eup des marais salants pour une production de 2 005 tonnes de sel en 2016.

### Industrie
Organisée autour du port de Daesan, sixième port du pays, la ville possède une forte industrie pétrochimique. Sur les 359 entreprises présentes à Seosan en 2017, 50 sont dans le secteur du raffinage du pétrole, formant le troisième complexe pétrochimique de Corée du Sud. Parmi les entreprises présentes on peut citer Hyundai Oil Bank, la coentreprise Hanwha Total , LG Chem, Lotte Chemical, et Kolon Industries,.
En plus de l'industrie pétrochimique, d'autres entreprises du domaine de l'automobile, de l'énergie ou de la chimie se sont implantées dans la région comme SK Innovation, Veolia ou plusieurs filiales de Hyundai Motor.

## Culture et patrimoine

### Patrimoine culturel

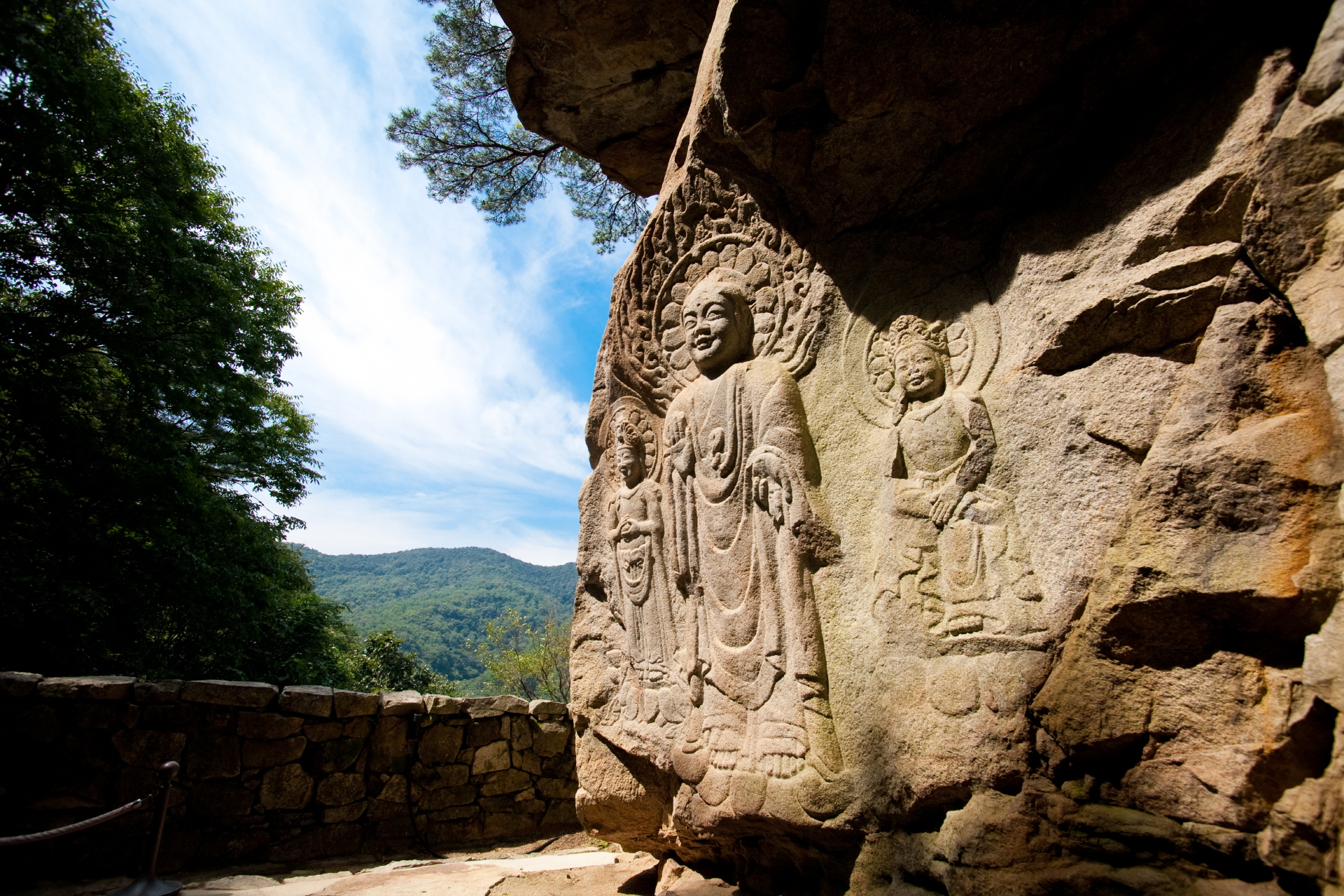
Triade de Bouddha en pierre de Seosan.

Seosan n'a qu'une importance culturelle et touristique relative, ne possédant que 19 sites et objets classés biens culturels nationaux. La Triade de Bouddha en pierre de Seosan est le seul site classé comme trésor national.
Les principaux lieu touristiques sont des temples bouddhistes anciens comme celui de Gaesimsa, bâti en 654, et celui de Ganwolam construit vers 1600. La Triade de Bouddha fait aussi partie de cette héritage bouddhiste, puisqu'elle est datée du VIe ou du VIIe siècle quand le bouddhisme est arrivé en Corée. À cette époque Seosan était un port du royaume de Baekje, et une zone d'échange commerciaux et culturels importante avec la Chine. Le monument est classé trésor national no 84 le 20 décembre 1962.

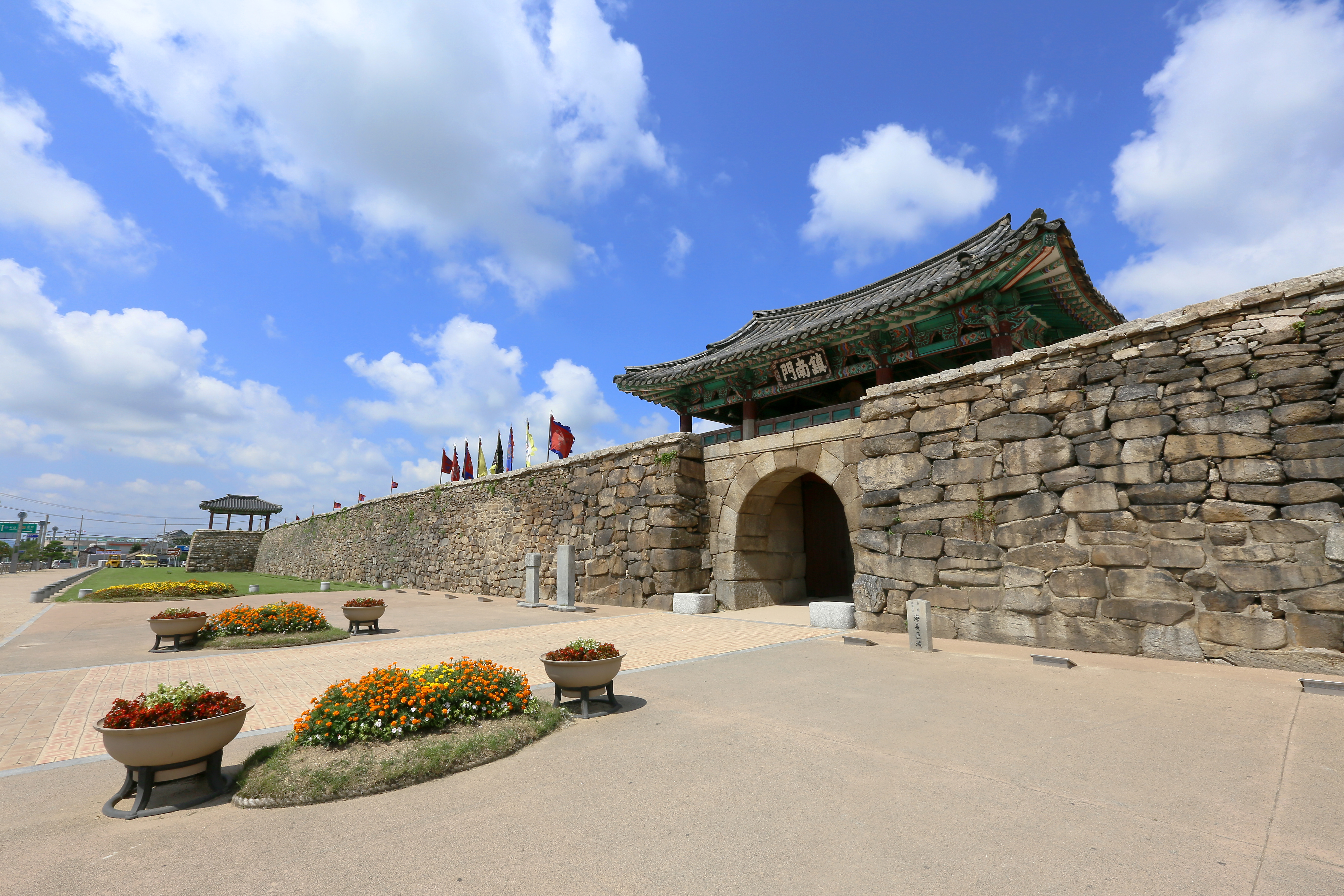
La forteresse de Haemi.

La forteresse de Haemi (ko), située à Haemi-eup, est aussi réputée comme un des exemples les mieux préservés de l'architecture coréenne de l'époque Joseon. Contrairement à la plupart des fortifications de l'époque, elle a été construite en plaine plutôt que sur une colline ou une montagne. La forteresse a été achevée en 1491 et a servi de poste de commandement militaire pour la province de Chuncheong. Elle a notamment été utile pour défendre la côte ouest de la Corée contre les pirates japonais. La forteresse de Haemi est devenu un lieu de pèlerinage pour les catholiques coréens en raison notamment des persécutions de Byeongin (ko) de 1866, au cours desquelles de nombreux catholiques de la province y ont été tués en guise de répression pendant l'invasion française. Un sanctuaire du Martyre y a été construit, reconnu sanctuaire international depuis 2020 ; le pape François s'y est rendu en 2014.

### Patrimoine naturel
Le Seosan birdland est un parc écologique établi dans la baie de Cheonsu, au sud de la ville. Il sert à la préservation et l'observation des oiseaux migrateurs, et participent au développement d'un écotourisme. Il est composé d'un musée proposant des expositions et des données vidéo sur les oiseaux, d'un cinéma 4-D, d'un poste d'observation et d'un jardin botanique.

### Personnalités liées à la ville
- An Gyeon (XVe siècle), peintre de la dynastie Joseon
- Nam Jung-hyun (1933-2020), écrivain
- Rain (1982- ), chanteur, acteur et producteur musical
- Seo Young-woo (1991 -), bobeur

### Symboles et logo
La sarcelle élégante et l'échasse blanche sont devenus les symboles du "Seosan propre et écologique" ainsi que de l'"unité des citoyens de Seosan". Le fait que ces deux oiseaux soient migrateurs se veut en adéquation avec la volonté de la ville de devenir un centre logistique majeur d'Asie du Nord-Est. Le pin et la chrysanthème sont les symboles végétaux de Seosan, représentant respectivement la force et la pureté des citoyens.

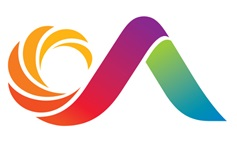
Logo de Seosan.

Sur le logo de la ville toutes les couleurs ont une signification particulière: l'orange et le rouge représente le progrès, le violet la haute technologie, le vert et le bleu l'environnement naturel riche. Le dégradé de couleur veut montrer sa capacité à évoluer à l'infini.